# Alfred Detig
Alfred Detig (* 23. April 1896 in Frankfurt am Main; † 20. Juni 1974 in Kempfenhausen) war ein deutscher Journalist.

## Leben
Seit den 1920er Jahren war Detig Münchener Korrespondent der Leipziger Neuesten Nachrichten. Daneben schrieb er auch für die Deutsche Allgemeine Zeitung (DAZ).
1934 wurde er zum Leiter des Vereins Auswärtige Presse in München gewählt.
Seit 1935 beschäftigte Detig sich in seiner Eigenschaft als Journalist mit dem künstlerischen Schaffen des deutschen Diktators Adolf Hitler, über das er mehrere Zeitungsartikel veröffentlichte, so zum Beispiel den Bericht Aquarelle Adolf Hitlers. Im Rahmen seiner Recherchen auf diesem Gebiet kamen einige Frühwerke des Politikers in Detigs Privatbesitz.
Nach dem Zweiten Weltkrieg war Detig als Korrespondent für den Spiegel tätig.

## Schriften
- Frankfurt, seine Eisenbahnpolitik und die Entwicklung des Verkehrs auf den Eisenbahnen bis 1866. 1923.
- Wie der Führer Österreich heimbrachte. Die historischen Tage vom 12. März bis zum 10. April 1938. Leipzig 1938, DNB 579635740